# Жени
Жени́ (фр. Génis) — коммуна во Франции, находится в регионе Аквитания. Департамент — Дордонь. Входит в состав кантона Иль-Лу-Овезер. Округ коммуны — Перигё.
Код INSEE коммуны — 24196.

## География
Коммуна расположена приблизительно в 410 км к югу от Парижа, в 150 км восточнее Бордо, в 39 км к северо-востоку от Перигё.
По территории коммуны протекает река Овезер.

### Климат
Климат умеренный океанический со средним уровнем осадков, которые выпадают преимущественно зимой. Лето здесь долгое и тёплое, однако также довольно влажное, здесь не бывает регулярных периодов летней засухи. Средняя температура января — 5 °C, июля — 18 °C. Изредка вследствие стечения неблагоприятных погодных условий может наблюдаться непродолжительная засуха или случаются поздние заморозки. Климат меняется очень часто, как в течение сезона, так и год от года.

## Население
Население коммуны на 2010 год составляло 482 человека.
| 1962 | 1968 | 1975 | 1982 | 1990 | 1999 | 2010 |
| ---- | ---- | ---- | ---- | ---- | ---- | ---- |
| 872  | 776  | 660  | 599  | 538  | 495  | 482  |

## Администрация
| Период | Период | Фамилия            | Партия       | Примечания |
| ------ | ------ | ------------------ | ------------ | ---------- |
| 2001   | 2008   | Жан-Даниэль Курний |              | штукатур   |
| 2008   | 2020   | Брюно Шапюи        | беспартийный | профессор  |

## Экономика
В 2010 году среди 298 человек трудоспособного возраста (15-64 лет) 206 были экономически активными, 92 — неактивными (показатель активности — 69,1 %, в 1999 году было 69,8 %). Из 206 активных жителей работали 190 человек (114 мужчин и 76 женщин), безработных было 16 (10 мужчин и 6 женщин). Среди 92 неактивных 15 человек были учениками или студентами, 43 — пенсионерами, 34 были неактивными по другим причинам.

## Достопримечательности
- Церковь Рождества Пресвятой Богородицы (XII век)
- Водяная мельница Первенду

## Фотогалерея
- Жени
- Церковь Рождества Пресвятой Богородицы
- Особняк Фалези
- Фонтан
- Мельница Первенду
- Река Овезер